# 米拉 (土耳其)
36°16′N 29°58′E / 36.267°N 29.967°E

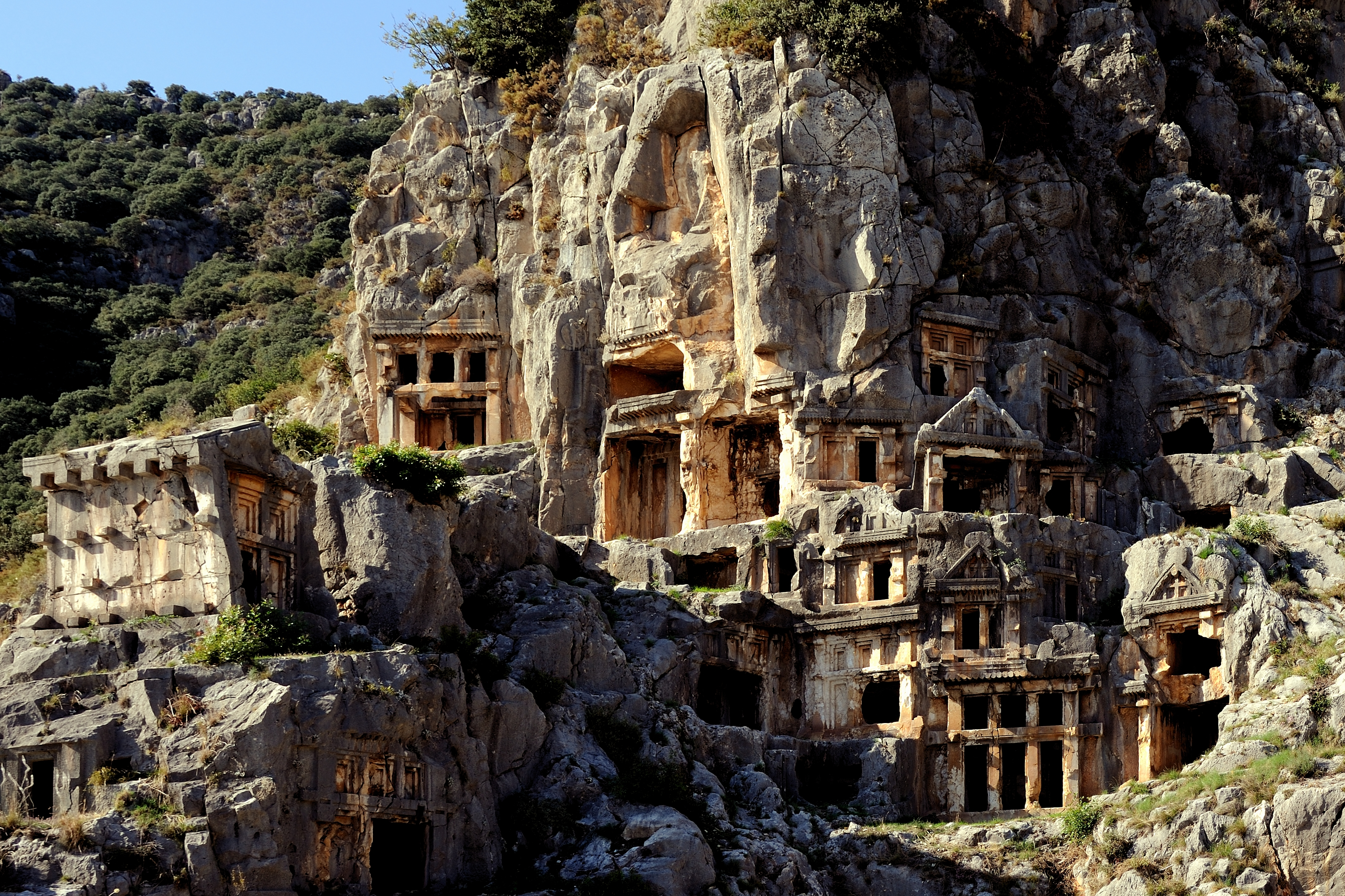
米拉的岩壁墓葬遺跡

米拉（土耳其语：Myra）土耳其历史上的古城；现名代姆雷。位于今土耳其安塔利亚省境内。
古罗马地理学家斯特拉波在其著作中最早提到米拉，说她是吕基亚（安纳托利亚一地区，后成为罗马帝国的行省）的一个大城。该城居住的主要是希腊移民，他们崇拜阿耳忒弥斯。当地的原住民是吕基亚人，他们约在前1世纪被希腊人取代了。希腊-罗马时代的遗迹大多被河流带来的泥沙冲积所掩盖，只有卫城等少数建筑得到发掘。1840年，欧洲旅行家查尔斯·费劳斯在古城附近的峭壁上发现了两座古吕基亚人开凿的石墓。
米拉在公元初期曾是小亚细亚的大城市。使徒圣保罗曾在该城的港口换乘船舶。狄奥多西二世皇帝在位时期（408年～450年），米拉成为东罗马帝国吕基亚省的首府。809年，米拉被阿拉伯人攻占，从此走向衰落。阿历克塞一世皇帝（1081年～1118年在位）曾将该城从突厥人手中夺回，但随着拜占庭本身的衰微，米拉终于成为穆斯林的地盘。
米拉是著名的基督教圣人圣尼古拉担任主教的城市。当地现存的圣尼古拉教堂大约建于8世纪。1863年俄国沙皇亚历山大二世下令重修该教堂，但最终未能完工。1963年起，对该教堂进行了考古发掘。